# Mezinárodní šachová federace
Mezinárodní šachová federace, příp. Mezinárodní federace šachu (FIDE, francouzsky Fédération Internationale des Échecs) je mezinárodní organizací sdružující jednotlivé národní šachové organizace. Byla založena v Paříži 20. července 1924, tehdejší Československo bylo mezi 15 zakládajícími členy. Jejím heslem je Gens una sumus, „Jsme jeden lid“. Pořádá Mistrovství světa v šachu, Mistrovství světa v šachu žen a Šachová olympiáda. Od října 2018 je předsedou FIDE Arkadij Dvorkovič. K roku 2019 je její součástí 195 šachových federací.

## Předsedové FIDE
Přehled dosavadních předsedů FIDE:
- 1924–1939 Alexander Rueb ( Nizozemsko)
- 1939–1946 Augusto de Muro ( Argentina)
- 1946–1949 Alexander Rueb ( Nizozemsko)
- 1949–1970 Folke Rogard ( Švédsko)
- 1970–1978 Max Euwe ( Nizozemsko)
- 1978–1982 Friðrik Ólafsson ( Island)
- 1982–1995 Florencio Campomanes ( Filipíny)
- 1995–2018 Kirsan Iljumžinov ( Rusko)
- 2018 až dosud Arkadij Dvorkovič ( Rusko)